# Soltvadkert
Soltvadkert je město v Maďarsku v župě Bács-Kiskun v okrese Kiskőrös.

## Poloha
Soltvadkert leží na jihu Maďarska. Kříží se zde silnice do Kecskemétu, Baje, Soltu a srbské Subotice. Kiskőrös je vzdálen 9 km, Kecskemét 46 km, Baja 63 km, Solt 41 km a Subotica 62 km.

## Historie
Město je nazýváno Soltvadkertem od roku 1900. Předtím se jmenovalo Vadkert, což má odkazovat na aktivní divoký život v Maďarsku. Bylo založeno v roce 1376. V době, kdy bylo Maďarsko okupováno tureckou armádou, Soltvadkert ztratil mnoho svých původních obyvatel. Během začátku roku 1740, baron Orczy přesunul německé osadníky města právě do Soltvadkertu.
Jezero Vadkert (také je nazýváno jako Büdös-tó) je nedaleko Soltvadkertu. Přitahuje mnoho turistů z celé Evropy.
Město Soltvadkert je velmi známé v celé Evropě kvůli místní produkci vína, která jde mnoho století zpět.

## Galerie

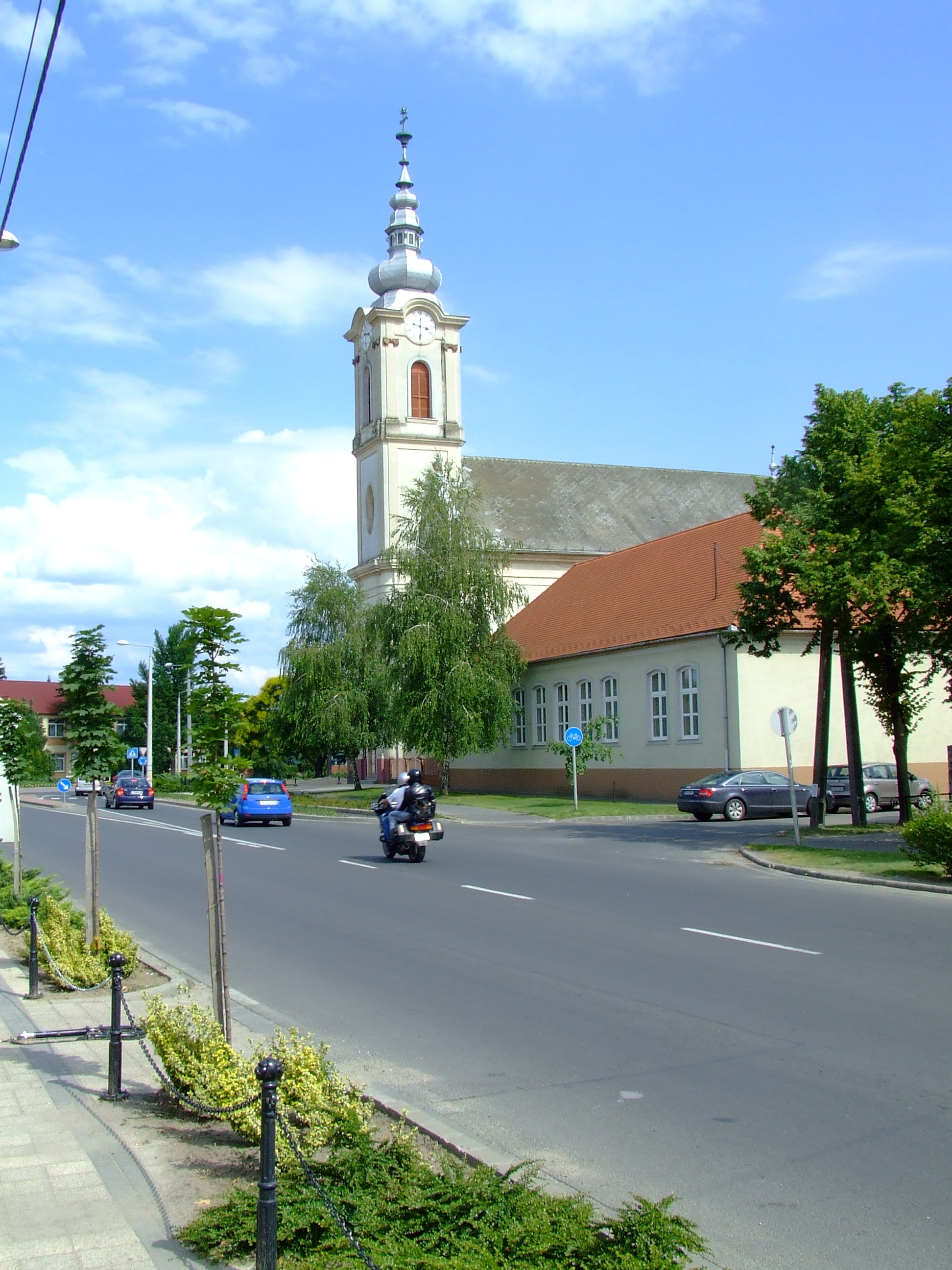
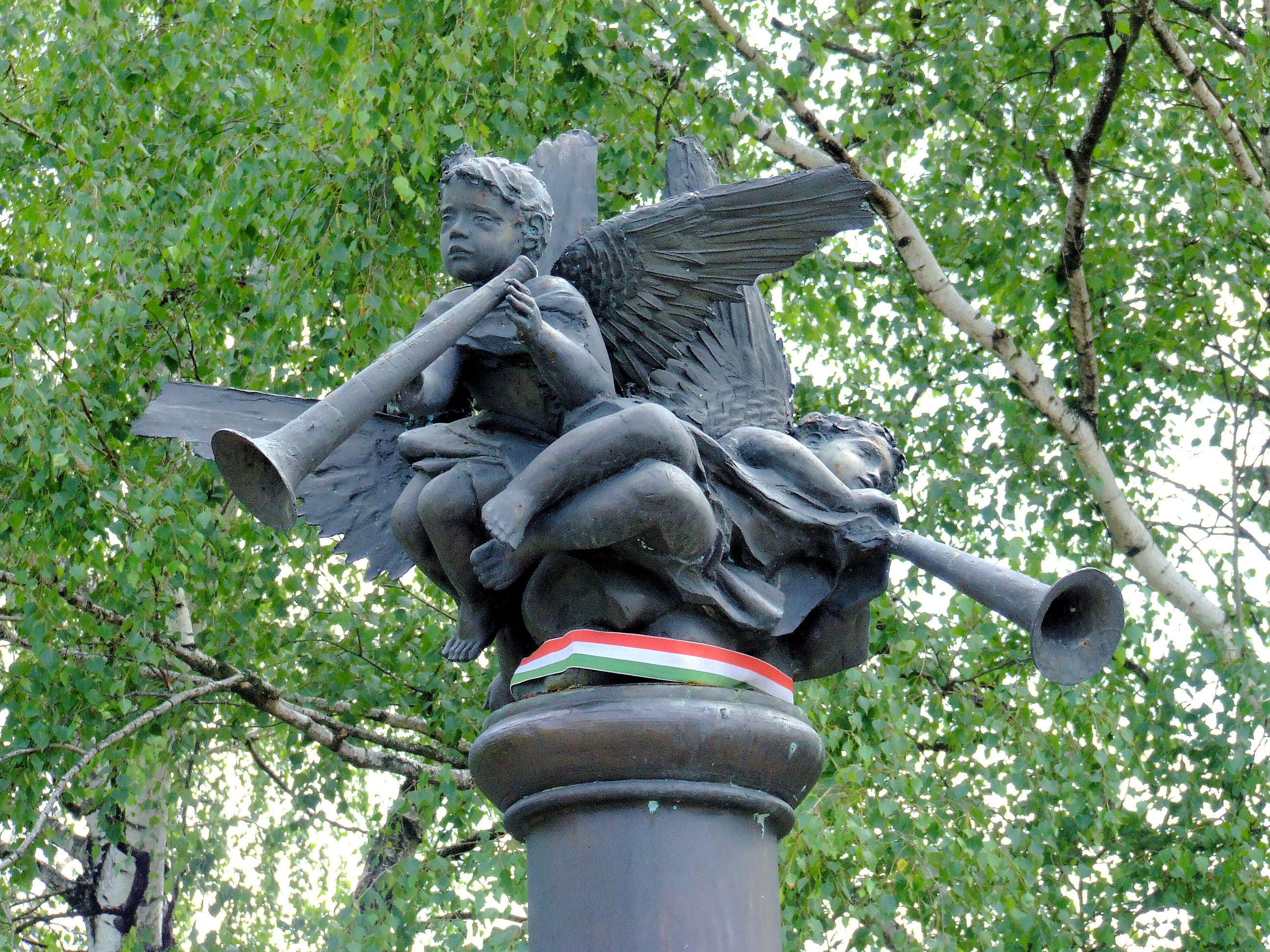